# Konventionen om arbetslöshet
Konventionen om arbetslöshet (ILO:s konvention nr 2 angående arbetslöshet, Unemployment Convention) är en konvention som antogs av Internationella arbetsorganisationen (ILO) den 28 november 1919 i Washington DC. Konventionen ålägger bland annat varje land att etablera offentliga och kostnadsfria arbetsförmedlingar. Konventionen består av 11 artiklar.

## Ratificering
Konventionen har ratificerats av 57 länder, varav tre länder – Bulgarien, Indien och Uruguay – har sagt upp den i efterhand.